# Szed-ünnep
A szed-ünnep (ḥb sd, heb szed) egy ókori egyiptomi ünnep, melyet abból a célból tartottak, hogy a már huzamosabb ideje a trónon lévő fáraót szimbolikusan megfiatalítsák. Ezt az ünnepet rendszerint a fáraó 30. uralkodási évében tartották meg először, utána pedig kb. háromévenként, de több uralkodó is volt, aki eltért ettől a hagyománytól és korábban megrendezte.

## Az ünnep eredete, története
Az ókori Egyiptomban a természeti népekhez hasonlóan az emberek tudatában összekapcsolódott az uralkodó egészsége és az ország jóléte. Több kultúrában az idős uralkodót rituálisan meggyilkolták, hogy fiatalabb vehesse át a helyét. Egyiptomban királygyilkosságra ebből az okból már nem került sor, de a fáraót rituálisan meg kellett fiatalítani. Az ünnepség során egyben bizonyítania kellett fizikai erőnlétét is, 
A szed-ünnepet már az óbirodalmi fáraók is megtartották. A legkorábbi bizonyíték szed-ünnep rendezésére az első dinasztiabeli Den fáraó uralkodása idejéből származik; Dzsószer fáraó szakkarai lépcsős piramisa pedig a legkorábbi épület, ami jubileumi ünnepség alkalmából épült.
I. Amenhotep építtetett egy jubileumi kápolnát a karnaki templomban, bár uralma nem tartott harminc évig. Nem tudni, ez annak a jele, hogy korábban megtartotta az ünnepet, vagy csak arra számított, hogy sor fog rá kerülni.
III. Amenhotep első jubileumi ünnepségét Amenhotep, Hapu fia szervezte meg. A fáraó mindent megtett, hogy szed-ünnepe a lehető legnagyobb pompával menjen végbe. Hivatalnokai alapos történeti kutatást végeztek, hogy minden a hagyományoknak megfelelően menjen végbe. A 30. évben megrendezett ünnepség során Amenhotep nagy királyi hitvesi rangra emelte legidősebb lányát, Szitamont, majd a 34. évben megrendezett 2. szed-ünnepen egy másik lányát, Iszetet is. Az ünnepségek után a királyt megfiatalodott, már-már gyermeki arcvonásokkal ábrázolták.

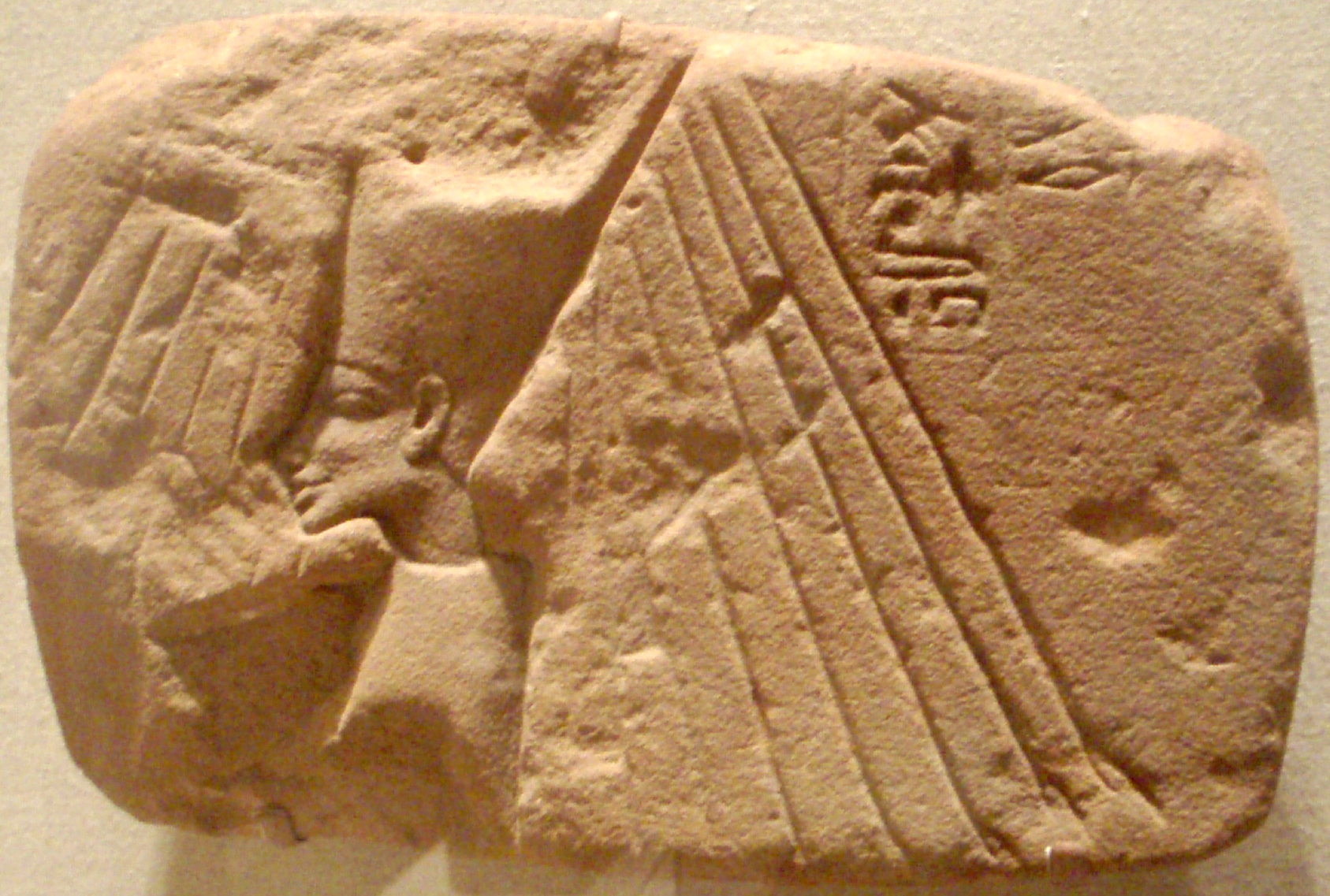
IV. Amenhotep, a későbbi Ehnaton a szed-ünnepen

Ehnaton már uralkodása első éveiben sort kerített az ünnepre, a pontos dátum nem ismert, de feltehetőleg a 2.-3. év körül, vagy az 5. évben, mikor új fővárosát alapította. Mivel egyes feltételezések szerint Ehnaton pár évig társuralkodó volt apjával, III. Amenhoteppel, lehetséges, hogy vele együtt ünnepelte a szed-ünnepet. Egy másik magyarázat az, hogy az elhunyt III. Amenhotep immár eggyé vált Aton napistennel, és az ő számára rendezték meg a jubileumi ünnepet. Az is lehet, hogy az ünnepség célja ezúttal nem a fáraó megfiatalítása volt, hanem az, hogy erőt adjon neki, mielőtt belekezd nagy vállalkozásába. Egy későbbi felirat bizonysága szerint ezt az ünnepséget nem tekintették Ehnaton első hivatalos szed-ünnepének.
Ehnatont harminc évnél rövidebb ideig uralkodó fáraók követték. III. Amenhotep után II. Ramszesz volt az első, aki több szed-ünnepet is tartott – az egyiptomi történelem második leghosszabb ideig uralkodó fáraója összesen tizenhárom vagy tizennégy jubileumi ünnepséget rendezett 30. éve után; élete vége felé, ahogy egészsége hanyatlott, már évente.
A harmadik átmeneti korban, amikor Ámon papságának hatalma akkorára nőtt, hogy a fáraóval egyenrangúként uralkodtak, a főpapnő, „Ámon isteni felesége” az addig csak a fáraót megillető jelképek, hagyományok közül többet is átvett, közte a szed-ünnep megrendezését is.

## Az ünnepség
Pontosan sajnos nem tudni, miből álltak a szertartások. A II. Oszorkon bubasztiszi templomában található részletes leírás töredékesen maradt fenn, a III. Amenhotep idején élt Heruef pedig csak az ünnepség egy részét ábrázolta sírjában.
Az ünnepség kezdetét a hagyomány szerint Memphiszből hirdették ki, de maga a király Thébában vett részt az ünnepségeken. Heruef sírjának felirata szerint az ünnepség napjának hajnalán a király egymaga felállított egy dzsed-oszlopot, ami az állandóság szimbóluma volt. Az oszlop előtt a papok áldozatot mutattak be. A dzsed-oszlop felállítása már önmagában is jó erőnlétet kívánt, de a fáraónak ezen felül több mással is bizonyítania kellett erejét, például futnia kellett az Egyiptom határait jelölő két határkő között. A király áldozatot mutatott be az istenszobroknak is, melyeket az ország minden részéből elhoztak, a magas rangúak és az idegen országok küldöttei hódolatukat fejezték ki a fáraónak, aki ezután helyet foglalt Alsó-, majd Felső-Egyiptom trónján, és újra megkoronázták Alsó-Egyiptom vörös és Felső-Egyiptom fehér koronájával. Az ünnepség során a fáraó bőkezű jutalmakat is kiosztott és nagy lakomára is sor került. Az ünnepségre meghívták az idegen országok uralkodóit is.
Az is előfordult, hogy szobrot készítettek, ami a királyt ábrázolta szed-ünnepi öltözékben, és ezt eltemették; a jelképesen eltemetett uralkodó helyébe így megifjodott önmaga lépett.

## Fáraók, akiknek voltszed-ünnepük
Ez azoknak a fáraóknak a listája, akik életükben bizonyítottan legalább egyszer megtartották a szed-ünnepet; utána zárójelben az uralkodási év(ek), amikor az ünnepre sor került.
- Den[4]
- Dzsószer[3]
- Sznofru[15]
- II. Montuhotep[16]
- III. Szenuszert (30.[17])
- Hatsepszut (17.)
- III. Thotmesz (30.,[18]
- II. Amenhotep[19][20]
- III. Amenhotep (30., 34., 37.)[21]
- Ehnaton (2. v. 3.,[22] 8.)
- II. Ramszesz (30.,[23] )
- III. Ramszesz
- III. Sesonk
- IV. Sesonk
- I. Oszorkon (30., 33.)
- II. Oszorkon (22.,[24] )